# 1801年4月13日日食
1801年4月13日日食为一次在协调世界时1801年4月13日出現的日偏食。該次日食食分為0.4208。

## 概述
這次日食的食分是0.4208。

## 基本參數
- 類型：日偏食
- 食甚資料：
  - 日期：1801年4月13日
  - 時間：4時8分6秒
  - 地點：61N 12E
  - 食分：0.4208

## 外部連結
- NASA日食專頁（页面存档备份，存于）（英文）